# Przestrzeń powietrzna niekontrolowana
Przestrzeń powietrzna niekontrolowana – przestrzeń powietrzna, w której kontrola ruchu lotniczego (ang. Air Traffic Control (ATC)) nie jest potrzebna lub nie może być prowadzona z przyczyn praktycznych. Zgodnie z klasami przestrzeni powietrznej ustanowionymi przez ICAO zarówno klasa F jak i G są klasami niekontrolowanymi. Przeciwieństwem jest przestrzeń powietrzna kontrolowana.
ATC nie sprawuje kontroli nad niekontrolowaną przestrzenią powietrzną, jednak może udzielać podstawowych informacji statkom powietrznym poprzez kontakt radiowy, a także informować służby poszukiwawcze o zaginięciu samolotu w niekontrolowanej przestrzeni powietrznej, udzielać pilotom informacji o pogodzie, identyfikować statki powietrzne, informować o możliwości kolizji i w miarę możliwości udzielać instrukcji, jak jej uniknąć.
Loty w przestrzeni powietrznej niekontrolowanej są przeważnie prowadzone zgodnie z zasadami lotu z widocznością (VFR). Statki powietrzne prowadzone według wskazań przyrządów (IFR) nie powinny spodziewać się separacji od innych statków powietrznych, jednak w niektórych rejonach taka pomoc może być udzielana w miarę praktycznych możliwości. Dopuszczone są zarówno loty VFR jak i IFR, i żadne z nich nie wymagają zezwolenia od ATC.